# Trionfa l'amore
Trionfa l'amore (Love Never Dies) è un film muto del 1916 diretto da William Worthington. Prodotto e distribuito dalla Bluebird Photoplays Inc. su una sceneggiatura di Harvey Gates, aveva come interpreti Ruth Stonehouse, Franklyn Farnum, Kingsley Benedict, Arthur Hoyt, Mattie Witting, William Canfield, Wadsworth Harris, T.D. Crittenden.

## Trama
In Francia, Cecile scappa con Felix, un musicista. I due non si sposano e lo zio della ragazza, infuriato, fa gettare Felix in prigione e recupera la nipote, trascinandola a casa. Lei, però, scappa di nuovo, andando a vivere a Parigi. Lì, sotto la guida di Lecoq, il direttore dell'Opéra, diventa prima ballerina. Intanto Felix, dopo essere uscito di prigione, finisce di comporre un'opera che invia a Lecoq. Dopo qualche tempo scopre, però, che la sua composizione in quel momento è il grande successo di Parigi e che Lecoq la spaccia come sua. Felix affronta il direttore, riuscendo a fargli ammettere il plagio. Poi, affronta Cecile, convinto che lei lo abbia abbandonato e dimenticato. Scopre così che lei non potrà mai più ballare in seguito a un incidente che le ha provocato una frattura al piede. Dopo essersi dapprima rifiutato di perdonarla, Felix alla fine si riconcilia con lei. I due innamorati, adesso riuniti, cominciano a fare progetti per il loro matrimonio.

## Produzione
Il film, prodotto dalla Bluebird Photoplays Inc. (Universal Film Manufacturing Company), venne girato in California, negli Universal Studios.

## Distribuzione
Il copyright del film, richiesto dalla Bluebird Photoplays, Inc, fu registrato il 10 ottobre 1916 con il numero LP9280.
Distribuito dall'Universal Film Manufacturing Company (con il nome Bluebird Photoplays Inc.), il film uscì nelle sale cinematografiche degli Stati Uniti il 23 ottobre 1916. In Danimarca, fu distribuito il 29 dicembre 1917 con il titolo Kampen om Berømmelsen.
La pubblicità dell'epoca riportava che il film era "ispirato" all'Allegretto grazioso in La maggiore (Frühlingslied) di Felix Mendelssohn.
Non si conoscono copie ancora esistenti della pellicola che viene considerata presumibilmente perduta.